# Tricyphona (Pentacyphona) cinereicolor
Tricyphona (Pentacyphona) cinereicolor is een tweevleugelige uit de familie Pediciidae. De soort komt voor in het Nearctisch gebied.